# Кулівецька сільська рада
Куліве́цька сільська́ ра́да — адміністративно-територіальна одиниця та орган місцевого самоврядування в Заставнівському районі Чернівецької області. Адміністративний центр — село Кулівці.

## Загальні відомості
- Населення ради: 649 осіб (станом на 2001 рік)

## Населені пункти
Сільській раді були підпорядковані населені пункти:
- с. Кулівці

## Склад ради
Рада складалася з 12 депутатів та голови.
- Голова ради: Бойчук Віктор Миколайович
- Секретар ради: Ончул Степанія Степанівна

### Керівний склад попередніх скликань
| Прізвище, ім'я, по батькові | Основні відомості                                                               | Дата обрання | Дата звільнення |
| --------------------------- | ------------------------------------------------------------------------------- | ------------ | --------------- |
| Бойчук Віктор Миколайович   | Сільський голова, 1965 року народження, освіта середня спеціальна, безпартійний | 26.03.2006   | 31.10.2010      |
| Бойчук Віктор Миколайович   | Сільський голова, 1965 року народження, освіта середня спеціальна               | 31.10.2010   |                 |

Примітка: таблиця складена за даними сайту Верховної Ради України

### Депутати
За результатами місцевих виборів 2010 року депутатами ради стали:

#### За суб'єктами висування
| Суб'єкт висування | Кількість обраних депутатів | %   |
| ----------------- | --------------------------- | --- |
| Самовисування     | 12                          | 100 |

#### За округами
| № округу | Прізвище, ім'я, по батькові     | Дата визнання обраним | Освіта             | Партійна приналежність | Відомості про обраного депутата                              |
| -------- | ------------------------------- | --------------------- | ------------------ | ---------------------- | ------------------------------------------------------------ |
| 1        | Бойчук Микола Аркадійович       | 03.11.2010            | середня            | позапартійний          | пенсіонер                                                    |
| 2        | Гаркот Василь Васильович        | 03.11.2010            | вища               | позапартійний          | РВУ МВС України в Чернівецькій області                       |
| 3        | Квасниця Орися Петрівна         | 03.11.2010            | середня            | позапартійна           | Заставнівська ЦРЛ, молодша медсестра                         |
| 4        | Квасниця Тетяна Іванівна        | 03.11.2010            | середня            | позапартійна           | тимчасово не працює                                          |
| 5        | Кузик Світлана Василівна        | 03.11.2010            | середня спеціальна | позапартійна           | бібліотека с. Кулівці, завідувачка                           |
| 6        | Лакошвілі Валентина Мафтодіївна | 03.11.2010            | середня            | позапартійна           | фельдшерсько-акушерський пункт с. Кулівці, молодша медсестра |
| 7        | Марунчак Роман Романович        | 03.11.2010            | середня            | позапартійний          | тимчасово не працює                                          |
| 8        | Никоряк Марія Василівна         | 03.11.2010            | середня            | позапартійна           | тимчасово не працює                                          |
| 9        | Ончул Степанія Степанівна       | 03.11.2010            | середня спеціальна | позапартійна           | Кулівецька сільська рада, секретар виконкому                 |
| 10       | Палій Тетяна Іванівна           | 03.11.2010            | середня            | позапартійна           | Заставнівська ЦРЛ, медсестра                                 |
| 11       | Рудейчук Світлана Василівна     | 03.11.2010            | середня            | позапартійна           | Заставнівська ЦРЛ, молодша медсестра                         |
| 12       | Шевчук Георгій Дмитрович        | 03.11.2010            | середня            | позапартійний          | тимчасово не працює                                          |

## Населення
За переписом населення України 2001 року в сільській раді мешкало 647 осіб.

### Мова
Розподіл населення за рідною мовою за даними перепису 2001 року:
| Мова       | Відсоток |
| ---------- | -------- |
| українська | 99,38 %  |
| російська  | 0,31 %   |
| молдовська | 0,15 %   |